# Тал (језеро)
Језеро Тал, раније познато као језеро Бомбон,  слатководно је калдерско језеро у провинцији Батангас, на острву Лузон у филипинском архипелагу. Језеро испуњава пространу вулканску калдеру насталу снажним ерупцијама пре 500 000-100 000 година.
Тал је треће по величини језеро на Филипинима, после језера Беј и Ланао. Недалеко од његовог централног дела налази се Вулканско острво, место историјских ерупција вулкана Тал одговорних за сумпорни карактер језера.
На Вулканском острву, до 2020. године, односно ерупције вулкана Тал, постојало је кратерско језеро са острвом. Оно је било познато под називима Жуто језеро и Језеро главног кратера . Острво Жутог језера сматрано је једним од неколико острва трећег реда у свету.
Басен језера Тал први пут је проглашен Националним парком 22. јула 1967. године. Захватао је површину од 62 292 hа, а његов званични назив био је „Национални парк Вулкан Тал”. 
Према Републичком закону бр. 7586, или Закону о националном интегрисаном систему заштићених подручја из 1992. године, ово подручје поново је успостављено као „Заштићени предео Вулкана Тал” 16. октобра 1996. године. Заштићеним подручјем управља Управни одбор Заштићеног Подручја. 2009. године Управни одбор је израдио и одобрио план управљања који данас служи као нацрт за очување језера.
Језеро Тал било је некада улаз у оближњи залив Балајан и из њега се лако могло пловити. Почетком XVIII века почела је серија снажних вулканских ерупција вулкана Тал, а ова активност кулминирала је 1754. највећом ерупцијом. Последица ове ерупције било је преграђивање тока реке Пансипит тефром, услед чега је дошло до пораста нивоа воде, јер је Пансипит био једина веза језера са морем. Вода је поплавила неколико градова поред језера, чији су остаци и данас видљиви под водом. Од ерупције 1754. године, надморска висина тла порасла је са нивоа мора на 5 m (16 стопа) изнад нивоа мора, при чему су некада слане воде језера, након векова падавина, постале слатководне.